# Катовицкий съезд
Катовицкий съезд палестинофилов — первый съезд приверженцев палестинофильской идеи, состоявшийся в Катовице (тогда прусская провинция Силезия, ныне польское Силезское воеводство) 6-8 ноября 1884 года и образовавший «Мазкерет Моше» (Общество Моше Монтефиоре), впоследствии переименованное в «Друзей Сиона» (1887).

## Предыстория
Образовавшиеся в начале 1880-х годов кружки палестинофилов в различных городах России и Западной Европы действовали разрозненно. Ввиду этого по инициативе варшавского палестинофильского кружка, главным деятелем которого был С.-П. Рабинович, и по настоянию рабби Самуила Могилевера и доктора Л. Пинскера, было решено созвать съезд представителей всех кружков, приурочив его ко времени празднования столетия со дня рождения финансиста и филантропа Моисея Монтефиоре.

## История (1884)
Съезд собрался в Катовице в составе 32 представителей кружков и специально приглашённых лиц. Участвовали раввины С. Могилевер и Д. Фридман, д-р Л. Пинскер из Одессы; редактор «Гамаггид» — Д. Гордон; редактор «Ха-Мелиц» — А. Цедербаум; В. Высоцкий из Москвы; И. Ясиновский и C.-П. Рабинович из Варшавы; д-р И. Хазанович из Белостока и другие.
Почётным председателем съезда был избран С. Могилевер, руководителем — Л. Пинскер, который открыл съезд пространной речью, где подробно развил высказанные им раньше в нелегально изданной на немецком языке брошюре «Автоэмансипация» (1882) мысли о необходимости возврата евреев к земледелию и образования самостоятельного еврейского хозяйственного организма в Палестине. С. П. Рабинович доложил о материалах, собранных им о погромах 1882 года, и затем съезд перешёл к обсуждению отдельных актуальных вопросов палестинской колонизации.
Были ассигнованы суммы на помощь «Билуйцам» (колонистам из Харькова, задавшимся целью основать в Палестине образцовую земледельческую колонию) и другим колонистам в Палестине, и положено основание объединённой организации палестинофильских кружков. Организация была названа в честь Моисея Монтефиоре «Jesod Maskereth Mosche be-Erez ha-Kedoscha» (ивр. יסוד מזכרת משה נארץ הקדושה‎), или, как она потом называлась в сокращении, — «Мазкерет Моше» (Общество Моше Монтефиоре). Председателем организации был избран Л. Пинскер и вместе с ним совет из 18 человек. Было устроено два руководящих центра — в Одессе и Варшаве, которые должны были направлять деятельность палестинофилов в Российской империи. Новая организация в первые годы своего существования проявила очень интенсивную деятельность.

## Позднее
Варшавский центр вскоре прекратил свою деятельность, и Одесса осталась единственным центром организации «Мазкерет Моше».

### Второй съезд (1887)
На состоявшемся в июле 1887 г. в Друскениках втором съезде, где организация была переименована в союз «Chobebe Zion» («Друзья Сиона», см. движение «Ховевей Цион», евр. «любящие Сион»), были приняты резолюции:
- ходатайствовать перед русским правительством о разрешении учредить официальное Палестинское общество,
- основать бюро в Палестине для сбора сведений о продаваемых землях, чтобы информировать желающих поселиться в Палестине,
- оказывать помощь как колонистам, так и переселенцам,
- широко развить пропаганду палестинской идеи.[3]

Непосредственным преемником организации явилось учреждённое в 1891 году в Одессе «Общество вспомоществования евреям земледельцам и ремесленникам в Сирии и Палестине».

### Вхождение в сионизм (конец 1890-х)
Со второй половины 1890-х годов начинается новый период в развитии палестинофильского движения. После первого сионистского конгресса (1897), на котором была провозглашена идея политического сионизма, большинство кружков «Любителей Сиона» примкнуло к сионистской организации. Палестинское течение так тесно переплелось с последним, что его дальнейшее развитие можно проследить только совместно с развитием всего сионистского движения.